# С-60

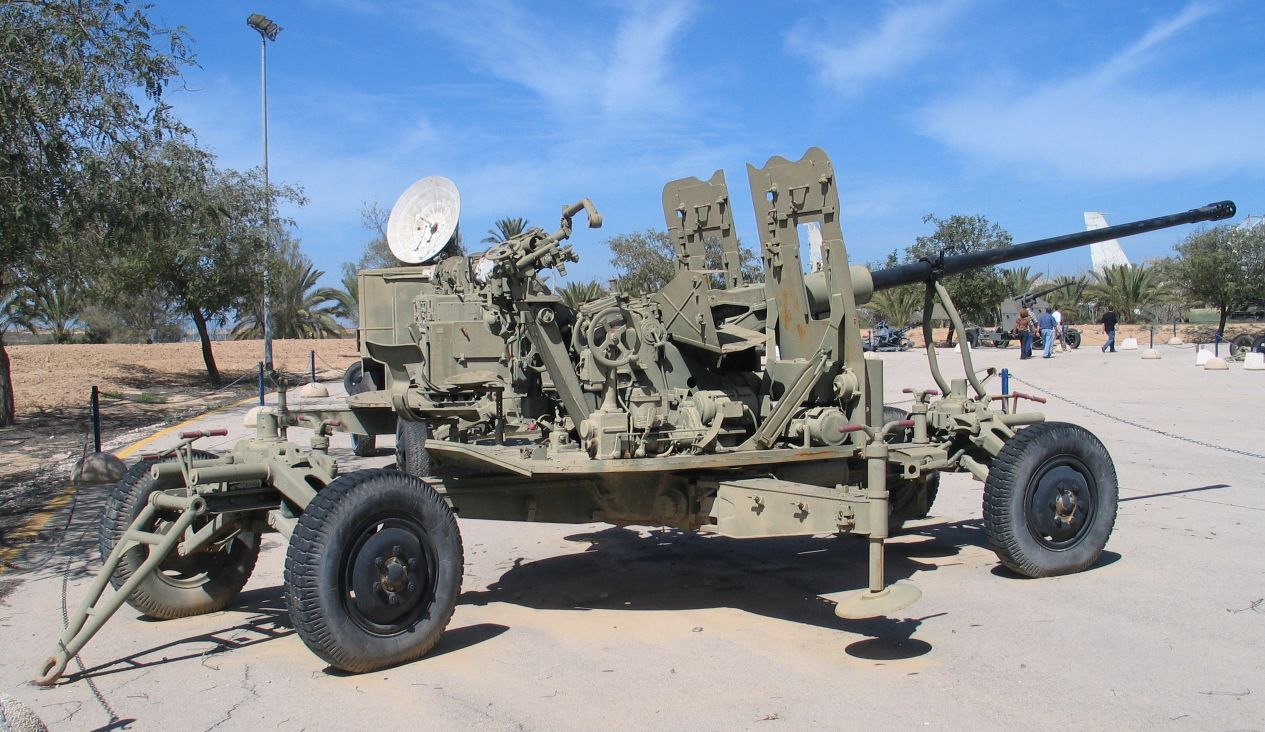
Пушка C-60 в Музее ВВС, авиабаза Хацерим (Hatzerim), Израиль. 2006 год

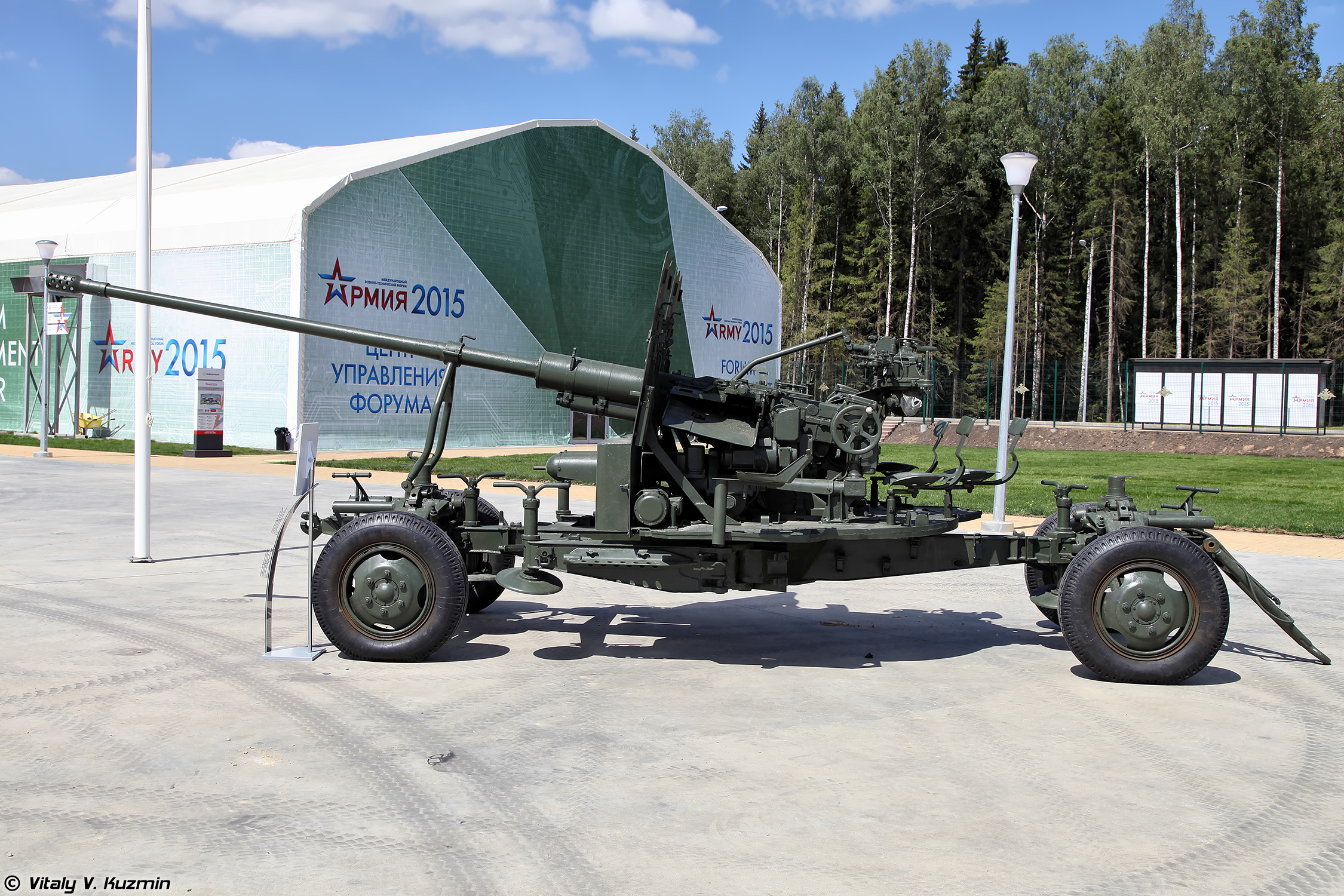
Парк «Патриот».

С-60 — советский зенитно-артиллерийский комплекс, использующий зенитные пушки АЗП-57 калибра 57 мм, разработанные в середине 1940-х годов и широко распространённый в мире.

## Разработка
Проектирование 57-мм автоматической зенитной пушки было начато в НИИ-58 в ЦАКБ Василия Грабина под руководством Льва Локтева в 1944 году на основе теоретических разработок Михаила Логинова. Новая модель была призвана заменить существующие 37-мм зенитные орудия 61-К. Опытный образец пушки АЗП-57 УСВ проходил испытания в конце 1946 года на Донгузском полигоне. Выявленные недостатки были устранены, и пушка принята на вооружение Советской Армии в январе 1950 года под обозначением «57-мм зенитная автоматическая пушка АЗП-57». В том же году началось её серийное производство на заводе № 4 в Красноярске.
АЗП-57 комплекса С-60 стала первой советской полевой зенитной пушкой, наведение которой выполнялось дистанционно. Она установлена на четырёхколесной повозке, позволяющей буксировку при помощи армейского грузовика (6x6) или гусеничного артиллерийского тягача. Для перевода пушки из походного в боевое положение расчёту требуется 3-5 минут, обратно — 6-7 минут.

## Боевое применение
В ВС СССР, к концу 80-х последней воинской частью, на вооружении которой стоял С-60, являлся 1027-й зенитный артиллерийский полк Береговых Войск КСФ с базированием в районе губы Западная Лица, Мурманская область. В 1993 году полк перевооружен на ЗРК 9К33М3, а 1995-м году расформирован (990-й зап) 201-й мотострелковой дивизии в период Афганской войны. Зенитные батареи 990-го зап несли боевое охранение аэропорта г. Кундуз.
Судя по всему, были выведены из Афганистана на территорию КазССР в состав учебного центра в пгт. Гвардейский, станция Отар и после распада СССР достались республике Казахстан, где до сентября 2002 года находились на вооружении зенитно-артиллерийского полка, дислоцированного на станции Отар, пгт. Гвардейский. В составе полка находилось четыре батареи С-60.
С-60 экспортировался во многие страны мира и неоднократно применялся в военных конфликтах. Пушки этого комплекса широко использовались в системе ПВО ДРВ во время Вьетнамской войны, показав высокую эффективность при стрельбе по целям на средних высотах, а также арабскими государствами (Египет, Сирия, Ирак) в арабо-израильских конфликтах и ирано-иракской войне.
В России комплекс С-60 стоял на вооружении 25 омсбр (п. Владимирский Лагерь, Псковская обл.) ещё в начале 2000-х, офицеров — командиров расчётов — выпускали вплоть до 2007 года. Снятые с вооружения С-60 были законсервированы и оставались на хранении. 14 августа 2023 на выставке "Армия-2023" был представлен демонстрационный образец бронеавтомобиля АМН-590911 «Спартак» с 57-мм орудием С-60, а 22 августа 2023 года министерство обороны РФ упомянуло о использовании в одном из подразделений Западного военного округа зенитного орудия С-60, установленного на тягач МТ-ЛБ. Кроме того, зенитное орудие на базе МТ-ЛБ используется в 40-й бригаде морской пехоты, расположенной на Камчатке

## Технические данные

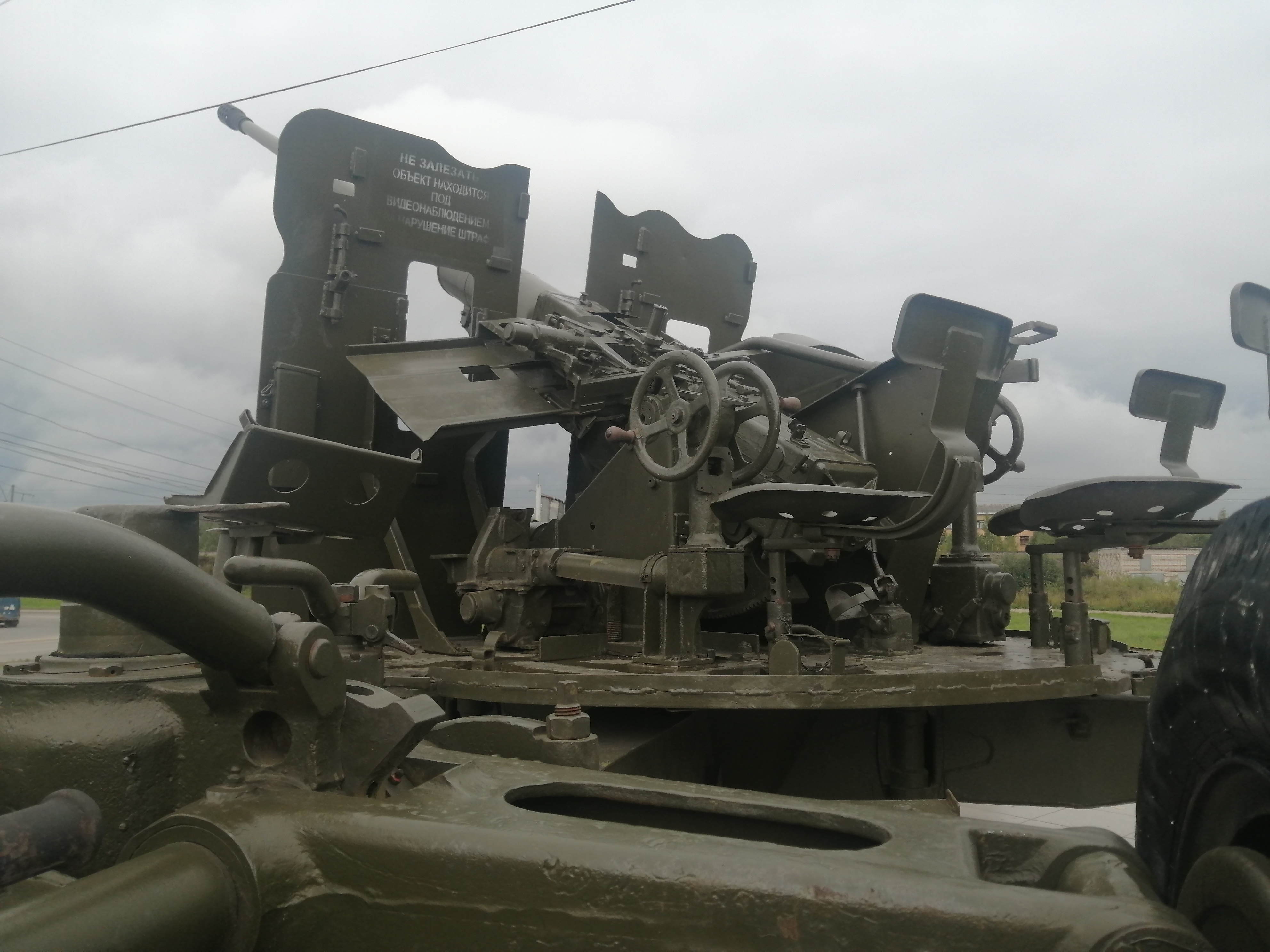
Механизмы наведения орудия

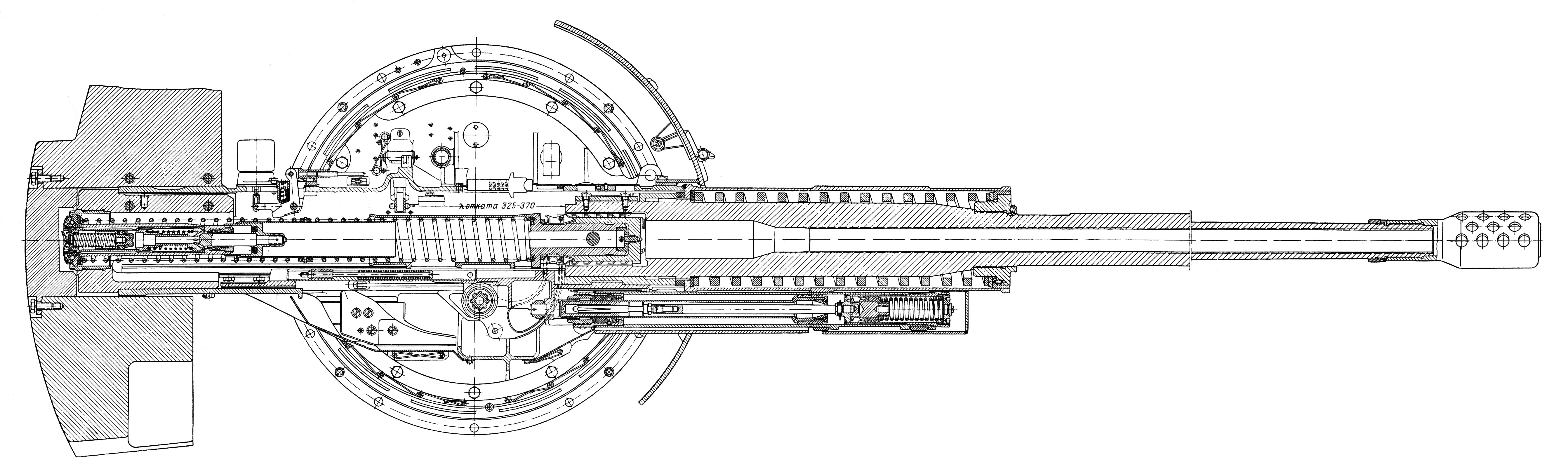
Артиллерийский автомат (правый) 57-мм зенитной автоматической пушки С-60

- Тип оружия: одноствольная автоматическая пушка
- Калибр: 57 мм
- Выстрел: 57×348 мм
- Энергия: 1,4 МДж[5]
- Принцип действия: использование энергии отдачи при выстреле
- Длина ствола: 4850 мм/85 клб
- Нарезы: 24 шт
- Масса в боевом положении: 4,8 т
- Зона обстрела по дальности: 6000 м
- Зона обстрела по высоте: 5000 м
- Максимальная скорость воздушной цели: 300 м/с
- Скорострельность: 105—120 выстр./мин:
- Практическая скорострельность: 70 выстр./мин
- Максимальный угол возвышения: 87 град.
- Минимальный угол склонения: −4 град.
- Начальная скорость снаряда: 1000 м/с
- Масса патрона: 6,61 кг
- Масса снаряда: 2,8 кг
- Боеприпасы: 57х348SR[6]
  - УБР-281 — противотанковый бронебойный снаряд (кит. Type 59 AP).
  - УОР-281 — зенитный осколочный снаряд с ударным взрывателем, взрыватель с трассёром (кит. Type 59 HE)
  - 3УО6 — зенитный осколочный снаряд с бесконтактным взрывателем АР-51.
  - 3УО7 – зенитный управляемый снаряд с дистанционым подрывом[7]
  - MK-281 — холостой выстрел.
- Расчет: 6—8 человек
- наведение на цель: ручное, электрическое, полуавтоматическое по нуль-индикаторам и автоматическое по данным радиоприборного комплекса РПК-1 (станции орудийной наводки СОН или прибора управления зенитным огне -ПУАЗО)

## Модификации
- АК-725 (она же ЗИФ-72): Морская артиллерийская установка на базе пушки АЗП- 57. Принята на вооружение в 1958 г. Устанавливалась в двухствольных установках (ЗИФ-31 разных модификаций)[6]
- ЗСУ-57-2: Самоходная зенитная установка с двумя пушками АЗП- 57 (индекс установки С-68).
- Рассматривался проект её использования /в новой башне/ при модернизации ПТ-76[8]
- АУ220М «Байкал» — универсальный необитаемый боевой модуль для легкой колесной и гусеничной техники. Модернизация пушки 2А91.
- 2С38 — зенитная пушечная установка на шасси БМП-3.
- С-60MB — модернизированная польская версия, с электрическим приводом, с цифровой автоматической системой наведения[6].

## На вооружении

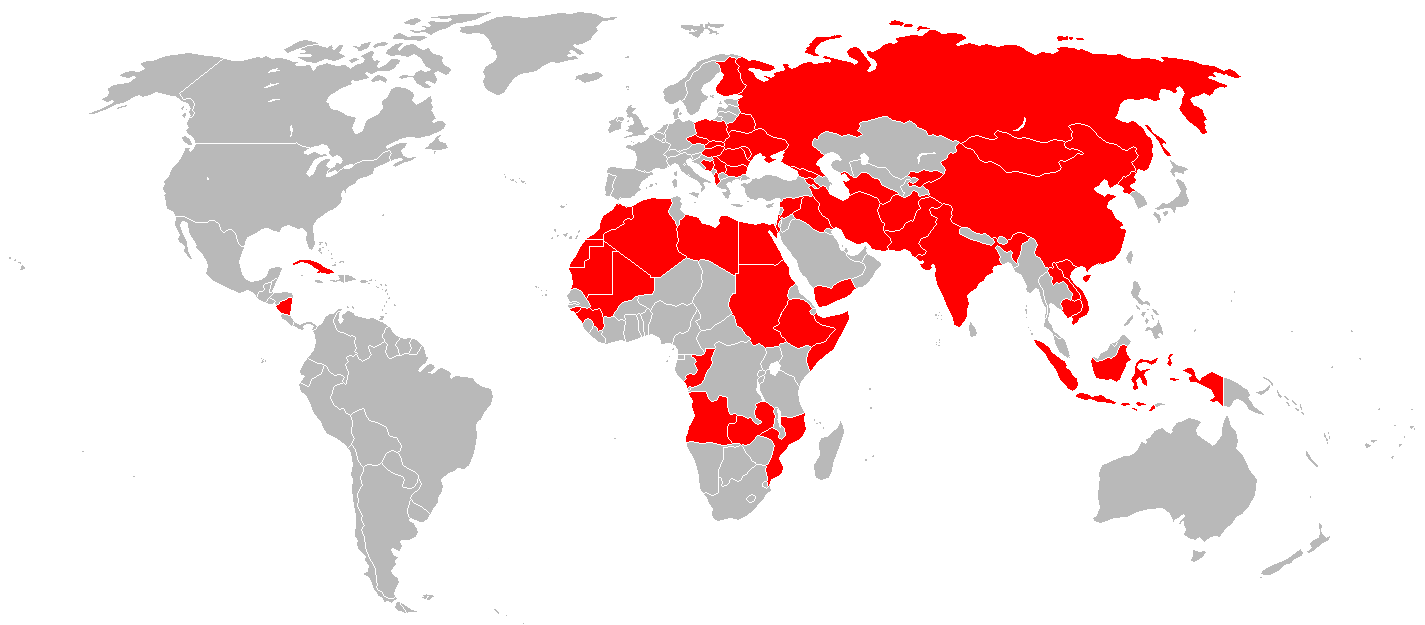
Современные и бывшие эксплуатанты С-60

### Современные операторы
- Ангола — некоторое количество С-60, по состоянию на 2022 год[9]
- Бангладеш — 34 Тип-59 (С-60), по состоянию на 2022 год[10]
- Болгария — некоторое количество С-60, по состоянию на 2022 год[11]
- Гвинея — 12 Тип-59 (С-60), по состоянию на 2022 год[12]
- Гвинея-Бисау — 10 С-60, по состоянию на 2022 год[13]
- Египет — 800 С-60 (200 армии и 600 войсках ПВО), по состоянию на 2022 год[14]
- Замбия — 30 С-60, по состоянию на 2022 год[15]
- Индонезия — 200 С-60, по состоянию на 2022 год[16]
- Ирак — некоторое количество С-60, по состоянию на 2022 год[17]
- Иран — 200 С-60, по состоянию на 2022 год[18]
- Камбоджа — некоторое количество С-60, по состоянию на 2022 год[19]
- Киргизия — 24 С-60, по состоянию на 2022 год[20]
- Китай — некоторое количество Тип-59/PG-59 (С-60), по состоянию на 2022 год[21]
- КНДР — некоторое количество С-60, по состоянию на 2022 год[22]
- Конго — некоторое количество С-60, по состоянию на 2022 год[23]
- Куба — некоторое количество С-60, по состоянию на 2022 год[24]
- Лаос — некоторое количество С-60, по состоянию на 2022 год[25]
- Мавритания — 12 С-60, по состоянию на 2022 год[26]
- Мозамбик — 60 С-60 (30 единиц на хранении), по состоянию на 2022 год[27]
- Молдавия — 11 С-60, по состоянию на 2022 год[28]
- Монголия — некоторое количество С-60, по состоянию на 2022 год[29]
- Намибия — некоторое количество С-60, по состоянию на 2022 год[30]
- Пакистан — 144 Тип-59 (С-60), по состоянию на 2022 год[31]
- Россия — некоторое количество, по состоянию на 2022 год[32]
- Румыния — некоторое количество С-60, по состоянию на 2022 год[33]
- Сирия — некоторое количество С-60, в том числе установленные на шасси ЗРК «Куб», по состоянию на 2022 год[34]
- Судан — некоторое количество С-60, по состоянию на 2022 год[35]
- Таиланд — 6 Тип-59 (С-60), и более 18 в неисправном состоянии, по состоянию на 2022 год[36]
- Туркмения — 22 С-60, по состоянию на 2022 год[37]
- Украина — некоторое количество С-60, по состоянию на 2022 год[38]
- Эфиопия — некоторое количество С-60, по состоянию на 2022 год[39]

### Бывшие операторы
- СССР
- Албания — некоторое количество, по состоянию на 2007 год[40]
- Алжир — 75 С-60, по состоянию на 2017 год[41]
- Афганистан — некоторое количество, по состоянию на 2007 год[42]
- Босния и Герцеговина — некоторое количество, по состоянию на 2007 год[43]
- Вьетнам — некоторое количество, по состоянию на 2007 год[44]
- Йемен — 120 С-60, по состоянию на 2007 год[45]
- Ливия — некоторое количество, по состоянию на 2007 год[46]
- Мали — 6 С-60, по состоянию на 2007 год[47]
- ПМР — некоторое количество
- Польша — 224 С-60, по состоянию на 2007 год[48]

## Где можно увидеть
- Россия

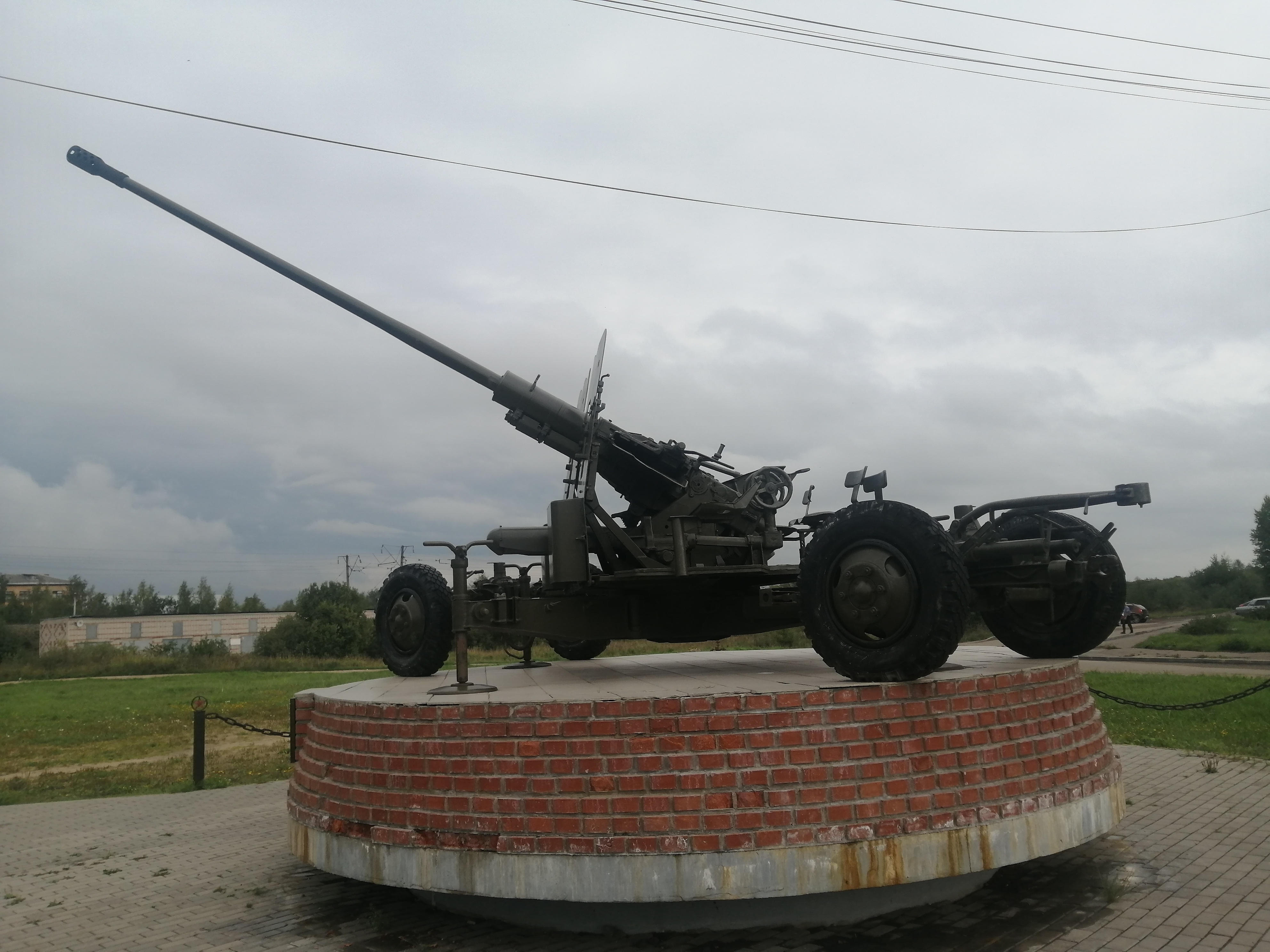
г. Сокол Вологодской области

  - Музей отечественной военной истории в деревне Падиково Истринского района Московской области;
  - Город Архангельск, сквер Победы, АЗП-57.
  - Город Омск улица Петра Осминина, 16.
  - Музей военной техники УГМК в Верхней Пышме Свердловской области[49].
  - Военно-исторический музей артиллерии, инженерных войск и войск связи в Санкт-Петербурге.
  - Памятник погибшим в ВОВ Куркинское шоссе в Москве.
  - Сквер Победы г. Заволжье
  - В г. Сокол Вологодской области, орудие установлено в память зенитчиков защищавших город в годы войны. Памятник открыт 22 июня 2018 года.[50]
  - Парковый комплекс истории техники г. Тольятти
  - Улица 9 мая, г. Заречный, Свердловская область.
  - С-60 размещена у 2 корпуса ИжГТУ, г. Ижевск.
  - город Переславль-Залесский Ярославской области, парк рядом с бывшим производственным объединением «Свема»
  - город Рыбное Рязанской области, Мемориальный военно-исторический комплекс Рубеж, трасса М5.
- Азербайджан
  - Парк военных трофеев в Баку[51].